# Jeanine Áñez Chávez
Jeanine Áñez Chávez (San Joaquín, departament de Beni, 13 de juny de 1967) és una advocada, presentadora de televisió i política boliviana. Va ser la presidenta autoproclamada de Bolívia, des del 12 de novembre de 2019 i durant un any, per designació constitucional arran de les irregularitats i presumpte falsejament de les eleccions per l'anterior president, Evo Morales, que van obrir la porta a una crisi política al país i a l'intent d'un cop d'estat per part de sectors d'extrema dreta. Va ser la segona dona en la història del país a ocupar aquest càrrec, després de Lidia Gueiler el 1979.

## Biografia
Áñez començà els seus estudis escolars l'any 1972, acabant el batxillerat el 1984. Va continuar els seus estudis llicenciant-se en Ciències Jurídiques i Dret i titulant-se com a advocada de professió l'any 1991. Ha estat directora i presentadora de televisió a Totalvisión i membre del comitè executiu nacional del Movimiento Demócrata Social. Áñez està casada amb el polític colombià Héctor Hernando Hincapié Carvajal.

### Carrera política
Entre els anys 2006 i 2008 treballà com a assembleista constituent per a la redacció de la nova carta constitucional. Va ser membre de l'Assemblea Constituent de la comissió d'organització i estructura del nou Estat, treballant també en la part del Poder Judicial. Després que conclogués l'Assemblea Constituent va tornar breument a la televisió però, en cridar-la, va retornar a la política.
En les eleccions general de Bolívia de 2009, va ser elegida senadora de Bolívia pel partit del Plan Progreso para Bolivia-Convergencia Nacional representant el departament de Beni a l'Assemblea Nacional, càrrec que va assumir el gener del 2010.

## Presidència de Bolívia
L'11 de novembre de 2019, després de la renúncia del president Evo Morales, el vicepresident Álvaro García Linera, la presidenta del Senat Adriana Salvatierra i del president de la Cambra de Diputats Víctor Borda, Jeanine Áñez anuncià que estava disposada a assumir provisionalment la presidència del país, seguint l'orde de successió per a la convocació de noves eleccions d'acord amb la línia de successió constitucional del país.
Per assumir oficialment la presidència del Senat es requeria els vots de la majoria parlamentària en mans del Moviment al Socialisme, abans de convocar una sessió bicameral en la que juraria la prefectura interina i de transició de l'Estat.

### Assumpció del càrrec
El 12 de novembre de 2019, en una curta sessió legislativa sense quòrum Áñez es proclamà presidenta interina de l'Estat, al·legant successió constitucional, prenent com a base un pronunciament d'aquell mateix dia del Tribunal Constitucional a favor de la «immediatesa» de la successió constitucional, sense necessitat de recórrer a cap llei ni resolució del legislatiu. Áñez va obtenir el vot favorable dels partits opositors, una tercera part del Parlament, mentre que el Moviment al Socialisme no va participar en la votació i va rebutjar la successió.
Després del seu jurament, Áñez es va dirigir al Palau de Govern, acompanyada d'una bíblia, i on va entonar després l'himne nacional. Ja al Palau, va oferir declaracions des del balcó presidencial, lluint la banda presidencial. Poc després de la seva assumpció, el Tribunal Constitucional Plurinacional va reconèixer Áñez com la president constitucional de Bolívia, en contraposició a una suposada «autoproclamació» per la seva part, que assenyalava que «el funcionament de l'òrgan executiu de forma integral no havia de veure’s suspès, i per la qual cosa el següent en la línia de successió assumeix ipso facto la presidència».
El 13 de novembre l'expresidenta del Senat bolivià Adriana Salvatierra desconegué la proclamació d'Àñez com a presidenta, i afirmà encara ser en funcions com a presidenta de la cambra alta, malgrat haver dimitit en haver estat sota una suposada pressió de grups opositors, renúncia que, segons ella, no s'havia fet efectiva.

### Condemna
L'any 2022, el Tribunal Primero de Sentencia de la Paz va dictar una sentència a 10 anys de presó contra Áñez pels delictes «d'incompliment de deures i resolucions contràries a la Constitució» quan va assumir la presidència transitòria el 2019. Áñez va haver d'enfrontar el judici des de la presó en què romania tancada de manera preventiva des d'un any abans, ja que segons les autoritats existia «risc de fuga», i malgrat que la seva defensa va reclamar la presència física de l'exmandatària al tribunal en què es va desenvolupar el cas.
Jeanine Áñez havia assumit el 12 de novembre del 2019 el comandament interí del país com a segona vicepresidenta del Senat, dos dies després que la renúncia d'Evo Morales i de tots els funcionaris en línia de successió Presidencial, i amb el suport del Tribunal Constitucional després d'una interpretació a la norma sobre casos de buit de poder.